# Stazione meteorologica di Venegono Inferiore
La stazione meteorologica di Venegono Inferiore è la stazione meteorologica di riferimento relativa alla località di Venegono Inferiore.

## Coordinate geografiche
La stazione meteo si trova nell'Italia nord-occidentale, in Lombardia, in provincia di Varese, nel comune di Venegono Inferiore, a 365 metri s.l.m. e alle coordinate geografiche 45°44′N 8°54′E.

## Dati climatologici
In base alla media trentennale di riferimento 1961-1990, la temperatura media del mese più freddo, gennaio, si attesta a +2,3 °C; quella del mese più caldo, luglio, è di +21,7 °C.
Le precipitazioni medie annue sono superiori ai 1.250 mm, mediamente distribuite in 92 giorni, e presentano con picco primaverile ed autunnale e minimo relativo invernale .
| Venegono Inferiore                 | Mesi  | Mesi  | Mesi  | Mesi  | Mesi   | Mesi   | Mesi   | Mesi   | Mesi   | Mesi  | Mesi  | Mesi  | Stagioni | Stagioni | Stagioni | Stagioni | Anno  |
| Venegono Inferiore                 | Gen   | Feb   | Mar   | Apr   | Mag    | Giu    | Lug    | Ago    | Set    | Ott   | Nov   | Dic   | Inv      | Pri      | Est      | Aut      | Anno  |
| ---------------------------------- | ----- | ----- | ----- | ----- | ------ | ------ | ------ | ------ | ------ | ----- | ----- | ----- | -------- | -------- | -------- | -------- | ----- |
| T. max. media (°C)                 | 6,4   | 8,5   | 12,4  | 16,8  | 20,5   | 24,8   | 27,8   | 26,5   | 23,0   | 17,6  | 11,1  | 7,5   | 7,5      | 16,6     | 26,4     | 17,2     | 16,9  |
| T. min. media (°C)                 | −1,8  | −0,2  | 2,6   | 6,1   | 9,7    | 13,2   | 15,6   | 15,0   | 12,3   | 7,8   | 2,9   | −0,7  | −0,9     | 6,1      | 14,6     | 7,7      | 6,9   |
| Precipitazioni (mm)                | 70    | 76    | 114   | 100   | 158    | 124    | 88     | 129    | 105    | 114   | 121   | 61    | 207      | 372      | 341      | 340      | 1 260 |
| Giorni di pioggia                  | 6     | 6     | 8     | 8     | 11     | 9      | 7      | 9      | 7      | 7     | 8     | 6     | 18       | 27       | 25       | 22       | 92    |
| Eliofania assoluta (ore al giorno) | 3,5   | 3,9   | 4,4   | 5,2   | 5,5    | 6,5    | 7,6    | 6,4    | 5,3    | 4,4   | 3,4   | 3,5   | 3,6      | 5,0      | 6,8      | 4,4      | 5,0   |
| Vento (direzione-m/s)              | N 3,4 | N 3,6 | N 3,7 | N 3,9 | SW 3,5 | SW 3,3 | SW 3,2 | NE 3,1 | NE 3,3 | N 3,2 | N 3,6 | N 3,5 | 3,5      | 3,7      | 3,2      | 3,4      | 3,4   |